# Rio Chère
O rio Chère é um rio dos departamentos de Ille-et-Vilaine e Loire-Atlantique, na França. É afluente (pela margem esquerda) do rio Vilaine.
O Chère nasce perto de Soudan (a noroeste da floresta de Juigné em Loire-Atlantique a uma altitude de 90 m). 
Depois de numerosos meandros, o rio toma a orientação oetes, direção que segue em todo o resto do seu percurso de 65,1 km. 
O rio passa nos seguintes departamentos e comunas:
- Loire-Atlantique: Soudan, Châteaubriant, Rougé, Saint-Aubin-des-Châteaux, Sion-les-Mines, Mouais, Derval,
- Ille-et-Vilaine: Grand-Fougeray
- Loire-Atlantique: Pierric
- Ille-et-Vilaine: Sainte-Anne-sur-Vilaine